# Paramount (Kalifornien)
Paramount ist eine Stadt im Los Angeles County im US-Bundesstaat Kalifornien, Vereinigte Staaten. Das U.S. Census Bureau hat bei der Volkszählung 2020 eine Einwohnerzahl von 53.733 ermittelt.

## Geographie
Paramount liegt in der Großraumregion von Los Angeles und grenzt an Compton im Westen, South Gate und Downey im Norden, an Bellflower im Osten und an Long Beach im Süden. Die Stadt liegt auf 21 Metern etwa 30 Kilometer vom Zentrum Los Angeles entfernt. Im Westen der Stadt verläuft der Los Angeles River, an dessen Ufer der Park Banana Park liegt. Das Stadtgebiet hat eine Größe von 12,5 km².

## Geschichte
Paramount wurde offiziell am 30. Januar 1957 aus den Gemeinden Hynes und Clearwater gegründet, um eine Eingemeindung durch Long Beach, Bellflower oder South Gate zu verhindern. 
Der Name Paramount ist von der gleichnamigen Nord-Süd-Achse Paramount Boulevard übernommen.
Paramount war bis Ende der 1970er für seinen großen Milchviehbestand bekannt. Die letzte Molkerei schloss 1977, da die explodierenden Grundstückspreise in der Region Los Angeles die Viehhaltung und damit die Produktion zu teuer machten.

## Bevölkerung

### Demografie
Das Durchschnittsalter der Bürger von Paramount liegt bei 26 Jahren, der Anteil der unter 18-Jährigen lag bei der Volkszählung im Jahr 2000 bei 36,9 %. Die Zensusbehörde ermittelte ferner, dass bei den über 18-Jährigen auf 100 Frauen – statistisch gesehen – 93,3 Männer kommen. Die meisten Bewohner Paramounts sind mit 72,28 % der Einwohner Hispanier, ein Anteil von 34,70 Prozent entfällt auf Weiße.
Das durchschnittliche Einkommen eines Haushalts liegt bei 36.749 US-Dollar, das mittlere Einkommen einer Familie liegt bei 37.276 Dollar. Männer verdienen im Schnitt 27.730 Dollar, Frauen bringen es dagegen auf durchschnittlich 22.472 Dollar. Das Pro-Kopf-Einkommen liegt bei 11.487 Dollar. 21,9 % der Einwohner sowie 19,1 % der Familien leben unterhalb der Armutsgrenze.
2 % der Bevölkerung stammt von Deutschen, 1,8 % von amerikanischen Ureinwohnern, 1,7 % von Iren und 1 % von Engländern ab.
Die ethnische Zusammensetzung der Bevölkerung gliedert sich wie folgt (2000):
- 72,28 % Latinos
- 41,69 % andere
- 34,70 % Weiße
- 13,59 % Afroamerikaner
- 1,06 % Indigene
- 3,35 % Asiaten
- 0,84 % Pazifische Inselbewohner
- 4,78 % zwei oder mehreren Abstammungen

Zusammen gibt es mehr als 100 %, da die Latinos auch zu den anderen gezählt werden können.

### Einwohnerentwicklung
Paramount hatte im Jahr 2000 55.266 Einwohner, von denen 27.113 Männer (49,1 %) und 28.153 Frauen (50,9 %) waren. Im Jahr 2006 hatte Paramount 56.369 Einwohner. Dies ist ein Zuwachs von 2 %.

### Kriminalität
Die Kriminalitätsrate hatte im Jahr 2006 einen Index von 381,1 Punkten. Im Jahr 2005 stand er noch bei 449,8 Punkten. Im Jahr 2006 gab es 5 Morde, 12 Vergewaltigungen, 155 Raubüberfälle, 211 tätliche Angriffe auf Personen, 346 Einbrüche, 739 Diebstähle, 692 Autodiebstähle und 20 Brandstiftungen.

## Verkehr
Paramount wird von der Interstate 710 im Westen, von der Interstate 105 im Norden und der California State Route 19 im Osten erschlossen. Hauptverbindungen von West nach Ost sind der Alondra Boulevard, der Somerset Boulevard und die Rosecrans Avenue, die Paramount mit Compton im Westen und Bellflower im Osten verbinden. Von Nord nach Süd sind das die Garfield Avenue und der Paramount Boulevard, die die Stadt mit Long Beach im Süden und mit South Gate im Norden verbindet.

## Sehenswürdigkeiten
Der Paramount Hay Tree (Heubaum) ist wohl die einzige historische Sehenswürdigkeit in Paramount. Unter diesem Baum wurde bis in die 1930er Jahre der tägliche Preis für Heu gehandelt. Der Paramount Hay Tree ist ein California Historical Landmark.

## Parks
In Paramount liegen die Parks All-American Park, Banana Park, Carosmith Park, Pequeno Park, Progress Park, Paramount Park, Senator Ralph C. Dills Park, Spane Park und der Village Park/Skate Park.

## Bildung
Paramount liegt im Paramount Unified School District. Außerdem besitzt Paramount eine Highschool, die Paramount High School.

## Persönlichkeiten
- Nicolle Payne (* 1976), Wasserballspielerin
- Kyle Korver (* 1981), Basketballspieler